# 摂関政治
摂関政治（せっかんせいじ）とは、平安時代に藤原氏（藤原北家）の良房流一族が、天皇の外戚として摂政や関白あるいは内覧といった要職を占め、政治の主導権を握っていた政治体制のことである。かつては摂関が自らの家の政所で政治を行っていたという政所政治論が取られていたが、1960年代以降の研究により、政治が行われていた場所はあくまで朝廷であるとみられている。
この時代を指して摂関時代、摂関期と呼ばれる。橋本義彦は藤原実頼が関白となった康保4年（967年）から1068年（治暦4年）に後三条天皇が践祚するまでのおよそ100年間、木村朗子は藤原良房が摂政となった貞観8年（866年）から、天皇を退位した白河上皇が院政を始めた応徳2年（1086年）までの220年間としている。また倉本一宏は藤原忠平の摂政就任によって摂関と太政大臣が明確に分離された承平6年（936年）を始期としている。また藤原良房・基経の執政期を指して前期摂関政治と呼ぶこともある。

## 歴史

### 前史
乙巳の変の勲功者である藤原鎌足の子藤原不比等は、任官前から蘇我氏の娘を妻とし、天皇家の一種の「ミウチ」として扱われるようになった。不比等は持統天皇の信任をもとに、娘の宮子を文武天皇の夫人とし、首皇子（後の聖武天皇）の外祖父となった。さらに律令制における蔭位の導入により、藤原氏の子孫が高位に就き続ける体制が成立した。不比等の死後、聖武天皇の皇后として娘の安宿媛（光明皇后）が擁立され、藤原四兄弟の長男武智麻呂とその子仲麻呂によって。聖武天皇の娘称徳天皇は仲麻呂と対立して追討したが、藤原氏の存在は重視しており、永手らを引き立てた。その後四兄弟の子孫である藤原四家の各家が勢力を伸ばしていたが、やがて藤原北家の藤原冬嗣の一流が突出した地位を築くこととなる。冬嗣は大同5年（810年）の薬子の変に際して嵯峨天皇から蔵人頭に任命され、左大臣に昇進するなど厚い信任を受けた。冬嗣の子の藤原良房は嵯峨天皇の娘源潔姫を妻とし、若年のうちから藤原氏の中心人物に擬せられていた。嵯峨の子仁明天皇には良房の妹順子が入内し、道康親王を儲けていた。

### 前期摂関政治
嵯峨上皇が没した承和9年（842年）、仁明天皇の皇太子である恒貞親王（嵯峨の弟淳和天皇の子）を奉じた謀反事件が発覚したとして、良房は皇太后橘嘉智子から事件の処理を命じられた。これにより恒貞親王は廃され、道康親王が皇太子となった（承和の変）。これは嵯峨の皇統に一本化しようとする、嘉智子と仁明、そして良房の利害が一致した事件であった。嘉祥3年（850年）には道康が即位し（文徳天皇）、良房の娘明子との子惟仁親王が立太子されると確固たる地位を得た。天安元年（857年）には良房が太政大臣に任ぜられた。天安2年（858年）に文徳が没し惟仁が即位すると（清和天皇）、良房は9歳の天皇の外祖父となり、貞観6年（864年）の天皇元服まで事実上の摂政として政を見ることとなった。貞観8年（866年）8月、応天門の変に対処するためとして、良房は人臣初の摂政に任じられる。ただしこれは大事件に対処するための一時的な処理であったと見られており、事件解決後には良房の地位は再び「太政大臣」として記されるようになる。良房は養子の基経を後継者と定め、元経の妹高子と清和の子貞明親王を立太子させている。
貞観18年（876年）に貞明親王が即位すると（陽成天皇）、基経は清和によって摂政に任じられる。元慶8年（884年）、基経は陽成の廃位を主導し、年配の時康親王を即位させた（光孝天皇）。この際、基経は機務奏宣の権限を認められているが、これは後の関白の職権と同じものである。仁和3年（887年）、光孝の子の宇多天皇が即位に際して引き続き基経の執政を求める勅書を出したが、その文言に基経が反発し、政務をボイコットする事件が起きている（阿衡事件）。宇多は基経に屈服することになるが、「関白」という職名は宇多の最初の勅書に由来している。基経が没した後の寛平9年（897年）、宇多は子の醍醐天皇に譲位するにあたって基経の子時平と、菅原道真に対して「奏宣文書内覧」の権限を与え、新帝を補佐するよう命じた。これは内覧の始まりとされる。一方で宇多の姻族であり、醍醐天皇の外祖父である藤原高藤は目立った抜擢をされることもなかった。

### 摂関常置の確立
延長8年（930年）に醍醐天皇が危篤となると、幼い朱雀天皇への譲位と同時に、時平の弟藤原忠平が摂政に任じられた。続いて承平7年（941年）に天皇が元服すると、忠平は摂政の辞表を提出したが、改めて「仁和の例に従うとして」関白に任命された。同時代の記録から確認される天皇の成人に伴う摂政から関白への地位の異動はこれが初めての例であり、今日では天皇が幼少時には摂政、成人後は関白になる例はこの時に誕生したと考えられている。また忠平は摂政就任時には左大臣であり、太政大臣と摂政が明確に分離された。
天暦3年（949年）、忠平が70歳になって関白を辞任すると、関白は任じられず村上天皇の親政（天暦の治）が行われた。醍醐天皇の延喜の治と村上天皇の天暦の治は後世においては、摂関が置かれず天皇が親政を行った時代として理想視されることになるが、これは摂関にふさわしい高官がいなかったという偶然と、文人官僚が抜擢されていたことが後世の文人に評価されていたことにすぎなかった。関白には就任しなかったものの、太政官を率いていたのは忠平の子である実頼と師輔であり、師輔は娘安子を入内させ、時代の天皇となる子を儲けていた。村上天皇の崩御により、病弱で政務の遂行が難しかった冷泉天皇が即位すると、藤氏長者であった実頼が関白に就任し、続いて太政大臣・准摂政に任ぜられる。以後は基本的に明治維新まで摂政・関白が設置されることとなる。
摂関時代の多くの公卿は藤原北家の出身者であり、多かれ少なかれ天皇との血縁関係を持っていた。しかし摂関政治につながりうる血縁関係はごく親しいものに限られる。この限られた血縁関係を歴史用語で「ミウチ」という。摂関政治の源泉はこの天皇とのミウチ関係にあるとされ、ミウチ関係にない摂関は天皇に対する強い影響力を持つことはできなかった。実頼は村上の子である冷泉・円融とはミウチ関係に無く、十分な影響力を持っていなかった。一方で師輔の子伊尹・兼通・兼家は冷泉・円融の叔父にあたっていた。康保4年（967年）7月の除目は実頼の関与がないまま実行されており、実頼は「外戚不善の輩（伊尹・兼通・兼家）」の跋扈を憎み、「楊名関白早可レ被停止之者也（名ばかりの関白などやめてしまったらいい）」と嘆いている。

### 兼通・兼家の時代
実頼の没後は伊尹が摂政・関白となったが天禄3年（972年）11月1日に没した。伊尹の没後、藤氏長者は右大臣の藤原頼忠であり、兼通は中納言、弟の兼家は権大納言であった。しかし関白後継の地位を手に入れたのは兼通であり、伊尹の病中である10月27日から内覧を務めていた。『大鏡』によれば兼通が円融天皇の母后安子の「関白の座は兄弟順にするように」という遺命を所持していたためだという。ただし安子が没したのは冷泉天皇在位中であり、安子が外戚を関白に指名した遺言は実際に存在していているが、内容は異なっていたものと見られる。
しかしこの時点で兼通が関白となることは既定路線となっていた。11月27日、兼通は内大臣に就任したが、内大臣の任命は72年ぶりのことであり、関白就任に必要な大臣の資格を与えるための措置であると見られている。だが、兼通の上位には左大臣源兼明と頼忠がおり、兼通はその次の席次であった上に、兼明は最上位の公卿・一上として太政官の実権を握っていた。そこで兼通は太政大臣に就任して源兼明を皇族に復帰させて左大臣を止めさせた上で、頼忠を一上に任じる宣旨を出させた。これは兼明を皇族に棚上げするとともに、関白はたとえ左大臣であっても一上にならない慣例を生み出すこととなった。兼通は自身の子弟を公卿に昇進させてその世襲化を図ったが、息子達を公卿に任じ終えた直後に病死したために挫折した。兼通はその死にあたって兼家を左遷したうえで実頼の子藤原頼忠に関白を譲るが、天皇とミウチ関係にない「ヨソ人」の頼忠が実権を握ることはできなかった。
兼家は、円融天皇に娘の詮子を入内させて懐仁親王をもうけており、さらに冷泉上皇と超子の間にも居貞親王が生まれていた。兼家は花山天皇を出家に追い込んで懐仁親王を即位させ（一条天皇）、外祖父として摂政に就任した。兼家は右大臣であったものの、上位に太政大臣藤原頼忠（前関白）・左大臣源雅信がおり、雅信が一上であった。頼忠・雅信排除の名目を見出せなかった兼家は、自ら右大臣を辞して替わりに准三宮の待遇と一座宣旨を受けて、前大臣でありながら摂政後に関白として百官の上位に就いた。以後、摂政・関白の宮中での席次は、太政大臣よりも上位と考えられるようになったが、一方で摂関は陣定に出席しないことが慣例となった（「寛和の例」）。兼家は4人の子息と義弟を公卿に昇進させ、嫡男の藤原道隆を内大臣に任じて関白の地位を譲ったところで死去した。

### 道長・頼通の時代
道隆は娘定子を一条天皇に入内させ、嫡男の藤原伊周を強引に引き立てたが病によって没し、関白を継いだ弟の道兼もまもなく没した。一条天皇は寵愛する定子の兄である伊周を関白に就けようとするが、母詮子の強請に屈して995年に摂関を置かず兼家の五男であった藤原道長を内覧に任じた。伊周は長徳の変によって失脚し、以後は道長の執政が一条天皇・三条天皇・後一条天皇の三代にわたって続くこととなる。
一般的に道長とその子頼通の執政期は摂関政治の最盛期と言われている。しかし道長は関白には就任せず、内覧を兼ねた一上左大臣として陣定にも出席し、強い権勢を持った。美川圭によれば、この時期の公卿には蔵人頭を経験して実務に熟達した者が多く、道長が左大臣一上として陣定に参加し続けたのは、かれら公卿たちの信任を得るためだったとしている。道長が摂関の地位に就いたのは、1016年の外孫の後一条天皇が即位して摂政に就任してからの1年程に過ぎず、すぐに頼通に譲っている。道長が摂政となった後、これに次ぐものは藤原顕光・藤原公季であったが、彼らは老齢で無能であるとされ、大納言以上のものが日毎に一上を務めることとなっている。
近年の研究においては歴代の天皇の性格や取り巻く状況にもよるが、摂関政治期の天皇は必ずしも天皇の権力は無力ではなく、自ら積極的に政治的役割を果たそうとする天皇が多かったことが判明している。しかし、天皇と公卿や官司の間で文書をやりとりする際には摂関（内覧も含む）が介在させて行うことが多く、特に叙位・除目などの人事の関する御前の儀式には摂関が文書の内容を確認する行事が故実として盛り込まれたことにより、摂関の存在がなければ儀式が成立しないことになった。これによって朝廷の人事権を摂関が把握することに成功し、それが摂関の存在を維持することにつながったと言える。また、近年では天皇を生んだ母后である「国母」の存在も注目されている。摂関政治期には天皇の父院は既に崩御しているか公の場から退いている場合がほとんであった。このため、母后である「国母」の存在感が大きくなっていった。特に天皇の役割を代行・補助する令外の存在である摂政・関白に対する「国母」に対する影響力は従来考えられていたよりも大きく、天皇が未成年で政治的意思表明が出来ないことから設置される摂政の任命権を持っていたのは国母であったと考えられている。これは政治的意思表明を行いえない幼少の天皇が摂政を任命することも、未だ任命を得ていない摂政の予定者が摂政の任命権を行使することも論理的に矛盾しているからである。一条天皇の生母である藤原詮子や後一条・後朱雀両天皇の生母である藤原彰子は「国母」としての存在感を示し、特に藤原道長の第一子（頼通の姉）である彰子は摂関家に対しても大きな影響力を及ぼすことになった。また摂関期を通じて摂関の任免権は摂関自体にはなく、天皇・父院・母后・外戚の折衝によって定められていた。
この時期、摂関家の経済基盤は人事決定権にあり、摂関に指名された受領が任地で蓄えた財産の一部を摂関家に貢納することで多くが賄われていた。このような受領の多くは家司受領と呼ばれ、四位・五位の官人であるにもかかわらず摂関家の被官であるかのごとき立場であった。かつて史学史上、彼ら家司が運営する摂関家政所が直接国政を支配していたとする政所政治説が唱えられたが、1960年代の土田直鎮や橋本義彦の研究によって否定されている。道長は任期を終えた受領の功績を審査する受領功過定を上卿として主宰し、意見が異なる公卿たちを直接説得することでその権力を強めていった。一条・三条天皇の時代では公卿はそれぞれ自分の意見を強く主張していたが、道長の権力が頂点に達した後一条朝になると様相が変わってきた。問題があった受領でも道長の関係者であれば、批判がおこなわれないという有り様であった。
頼通は正室である源隆姫（具平親王の娘）との間に子供が生まれなかった。道長は頼通に子供がいなければ、弟の藤原教通か猶子の源師房（隆姫の実弟）を後継者に迎えれば良いとする考えであったらしく、実際に教通の娘の儀式を摂関家の本邸である土御門殿で実施して摂関家の嫡女として位置付けている。しかし、頼通はそれを許容することなく、他の妻妾との間に生まれた息子である藤原通房（早世）と藤原師実に師房の2人の娘を娶せて隆姫との血縁を結びつけることで後継者として位置付ける。また、教通の娘の入内についても反対して隆姫の姪である養女・藤原嫄子（実父は敦康親王）や隆姫の子ではない実娘・藤原寛子の入内を進めたことで、後の兄弟の確執の原因となる事態を招くことになった。

### 摂関の実権低下と家職化
道長の子頼通は摂関の地位に約50年間就いた。このうち48年間は関白を務めたが、諮問を受けても「可在勅諚」と天皇の意思に任せることがしばしばであった。さらに頼通が入内させた娘から男児が生まれなかったことで、北家嫡流御堂流は外戚の地位を失うこととなる。
1068年、後冷泉天皇が崩御し、後三条天皇が即位した。後三条天皇は藤原北家の祖父を持たない約170年ぶりの天皇であり、皇太子時代の彼を支援したのは頼通の異母弟であり、非嫡流の藤原能信であったが、すでに死亡していた。
関白には頼通の同腹弟である教通が就き、藤原頼忠以来の外戚関係のない関白となった。後三条は能信の養女茂子を妃とし、能信の同母兄頼宗の娘昭子を女御としているが、頼通や教通の娘を夫人とはしなかった。後三条が皇太子時代に頼通らから圧迫を受けていたこともあり、後三条は関白の献言をあまり取り上げず実質的な親政を行い、天皇の威信と律令の復興を意図する政策を次々と打ち出した。この間、摂関家では頼通と教通が確執を起こして、天皇に対して具体的な対抗手段を取れる状況ではなかった。また、近年では後三条の在位中に後三条と頼通の間でも融和の動きが存在していたことも指摘されている。後三条には外戚も有力な支援者もなく、御堂流側も後三条以外の皇統が消滅してしまった状況下で、後三条と御堂流が新たな連携相手を求めて歩み寄らざるを得ない状況に陥ったからだと考えられている。
また皇親政治期以来、天皇のミウチが公卿となって政治を独占し、最近親者である外戚がその権威をもとに政治の主導権を握り、天皇はその支援を受ける体制が続いてきた。またミウチ政治の進展にともない、摂関家との関係を基準に公家の家格が成立、固定化していった。しかし長らく摂関家嫡流のみが外戚関係を独占したことで、公卿の縁戚者比率が低下し、「ミウチ」の首席としての天皇外戚の力も低下することとなった。これにより後三条朝以降の天皇・院は外戚の支援を受ける必要性が低下していった。
その後、後三条は茂子所生の白河天皇に譲って程なく崩御しているが、白河は藤原氏を母と妻（中宮）に持っていたため、後三条母の陽明門院(道長外孫ではあるが、頼通らと反目していた)ら反藤原氏勢力は、異母弟・実仁親王、更にその弟の輔仁親王(摂関家から冷遇された三条源氏の系譜)に皇位を継がせる意向を持ち、白河天皇もそれを無視できなかった。しかし応徳2年（1085年）に実仁親王は薨去し、ここに至って白河天皇は自分の子に皇位を継がせる事を決意し、8歳の善仁親王（堀河天皇）を皇太子に立て、即日譲位した。政治の実権は堀河天皇の母藤原賢子の養父である摂政の藤原師実（頼通の子）が握り、堀河天皇成人後は藤原師通（師実の子）が関白となり、外戚としての摂関が再び現れることとなる。
しかし師通は働き盛りの時期に急逝し、その後摂関家では後継者争いが生じ、これに親藤原氏の立場ゆえに藤原氏への影響力を持っていた白河法皇の介入という形で解決がなされてしまう。このため、以後の摂政・関白の任命には上皇（法皇）の意向が反映される慣例ができあがった。しかも後を継いだ藤原忠実はまだ若年で政治的経験に乏しく、堀河天皇を補佐するに足らず、やむなく天皇は白河法皇に政務の補佐を頼むしかなかった。こうして、いわゆる白河院政が開始された。藤原氏と良好な関係を持っていた白河法皇の施策によって、摂関政治の衰退に拍車がかかってしまうという、何とも皮肉な結末となった。堀河の崩御後、北家傍流である閑院流の藤原実季を外祖父とする鳥羽天皇が5歳で即位するが、この際に実季の嫡男である公実が摂政の地位を要求する。白河は、自らの側近（院近臣の原型）の源俊明の献言を容れて前関白の忠実を摂政に指名し、関白のみならず摂政も外戚から切り離されて摂関が家職化した。この判断の背景には摂関の職務を行う上で必要な故実が御堂流にしか伝わっていないこと、御堂流に比べて閑院流の公卿の数が少なく後見としての不安感を抱かれたという現実的判断もあったと考えられる。これにより、摂関は完全に外戚と分離され、「摂関家」という概念が生まれることとなった。
また、皇位継承者決定も摂関およびそれ以外の人事指名も王家の家長たる院（治天の君）が行うこととなり、院への権力集中がより明確、かつ慣例化した。更に院に対して影響力を持つ、院別当などの側近公卿や、後には院近臣と呼ばれる受領層が力を持つこととなった。人事については非公式文書の「任人折紙」が院から下され、天皇もしくは摂政は、その指示通りに執行することとなった。人事権が院に移った以上、家司受領からは貢納を怠るものが続出し、摂関家は荘園を集積することで穴埋めを図った。しかし、平城上皇の変以来、退位した太上天皇は内裏には立ち入らない原則があり、治天の君は内裏内部のことについては摂関を自らの代理にして自らの意思を反映させる方法を取らざるを得なかった。摂関政治の終焉後も摂政・関白が必要とされた理由の1つと考えられる。ただし彼ら側近層は必ずしも摂関と対立していたわけではなく、摂関からも重視されており、公卿として一定の地歩を確保していた存在であった。

### その後の摂関
1156年の保元の乱で藤氏長者の藤原頼長が謀反人として敗死・没官となり、乱後は新興の天皇側近が政治を主導し、上皇不在の際にも関白藤原忠通は主導権を回復できなかった。1159年の平治の乱とその後の政変で実力者の多くが死亡・失脚したことで摂関家の発言力がいくぶん回復し、1161年に後白河上皇も一時失権した後は天皇と摂関家の合議により朝政が進められたが、永万2年（1166年）7月26日に摂政近衛基実が病死すると、摂関家の後見の地位を得た平清盛による平氏政権が後白河・高倉院政のもとで成立した。この後治承三年の政変や法住寺合戦によって院政が停止されることはあったものの、かわって主導権を握ったのは武家であった上に短期間で院政が復帰しており、摂関がかつてのような調整主導権を取ることはなかった。
若い後鳥羽天皇を残して治天の後白河が1192年に崩御し上皇不在となると、関白九条兼実が朝政を主導する。しかし1196年に源通親らによる建久七年の政変で兼実は失脚し、近衛基通が関白に復帰する。政変後の朝政を主導したのは関白でなく通親で、通親外孫の土御門天皇を即位させるなどしたが、1202年の通親死去後は後鳥羽による院政が主導権を取り戻す。
承久の乱を経た鎌倉幕府影響下の朝廷で、摂家将軍藤原頼経の父九条道家が四条天皇の外祖父となり、子の教実と道家が摂政に就任していた。この道家執政期を「摂関政治の復活」とする見方もある。しかし四条天皇の夭折を境に九条家は朝廷内で浮き上がり、将軍頼経と北条得宗の対立により道家・頼経父子とも失脚した。道家失脚後、摂関の人事権は院政に戻らず、幕府に奪われる。この後、摂関の交代はもはや政治的事件としての重要性を失った。また、閑院流が国母を多数輩出する一方で摂関家からの入内自体が少なくなり、以降確実なところでは（嘉喜門院参照）、1611年の近衛前子まで摂関家出身の国母は存在しなかった。以降の摂関は影響力の伸長はあるものの、朝廷の最重要職として扱われていた。しかし道長・頼通期のような強い権力を持っていたわけではなく、「摂関政治」という呼称が用いられることはない。

## 摂関政治の背景とその意義
律令では、太政官が奏上する政策案や人事案を天皇が裁可する、という政策決定方式が採られていた。すなわち、天皇に権力が集中するよう規定されていたのであるが、摂政・関白の登場は、摂関家が天皇の統治権を請け負い始めたことを意味する。
摂関政治が確立し始めた9世紀後期から10世紀初頭にかけては、唐が衰えて混乱する大陸に対しては従来の渡海制を維持することで混乱の波及を抑制することができ、奥羽でも蝦夷征討がほぼ完了するなど、国防・外交の懸案がなくなり、国政も安定期に入っていた。そのため、積極的な政策展開よりも行事や儀式の先例通りの遂行や人事決定が政治の中で大きなウェイトを占めることとなった。また、公的な軍事力が低下する反面、摂関家は、武力に秀でた清和源氏を家来とするなど、軍事力の分散化が見られ出した。また、9世紀中期の仁明・文徳両天皇は病弱で特に後者の時期には朝廷の会議にもほとんど出席できず、結果的には天皇不在のままで政務が遂行される「壮大な実験」が行われた。その経験が前例のない幼帝の誕生を可能にし、摂関政治や太政官における陣定など、天皇が直接関与しない朝廷運営の成立につながったとする見方もある。
すなわち、国政の安定に伴い政治運営がルーティーン化していき、天皇の大権を臣下へ委譲することが可能となった。その中で、うまく時流に乗った藤原北家が大権の委譲を受けることに成功し、その特権を独占するとともに、独自の軍事力を保有するに至った。摂関家が要職を占めたので、他の貴族は手に職をつけることで生き残りを図った。
上皇も上皇で、律令政治初期の頃から「皇室の家父長」として後見を担ってきた。摂関政治ではそれが父系から母系に移り、院政で再び父系に移ったと考えることも出来る。藤原良房の権力掌握開始が家父長的権力を有した嵯峨上皇の崩御に始まり、宇多法皇が家父長として背後にあった醍醐天皇の時代に一時摂関政治が停滞し、久しく絶えていた家父長的な上皇の復活である白河上皇が摂関政治に代わる院政を開始した事は、偶然では決して片付けられないものである。
加えて、当時の貴族社会における婚姻と子供の養育制度にも原因がある。古代日本の婚姻は「妻問婚」で、夫婦は同居せず、妻の居宅に夫が訪ねる形態であった。生まれた子供は妻の家で養育され、当然ながら藤原氏を母にもつ皇子も藤原氏の家で養育され、こうして育った天皇が藤原氏の意向に従うのは当然であった。ところが平安時代中期より制度に変化があり、生まれた子供を夫の家で養育するようになった。当然ながらこうして育った天皇は、藤原氏の意向に唯々諾々と従うはずがなかった。
また、国政の安定を背景に、権力の分散化も顕著となっていき、例えば、地方官の辞令を受けた者から現地の有力者へその地方の統治権が委任されるといった動きも見られた。この動きが、ひいては鎌倉幕府・武家政治の成立へつながっていく。